# Gonca Sarıyıldız
Gonca Sarıyıldız (* 28. Oktober 1987 in Ankara) ist eine türkische Schauspielerin.

## Leben und Karriere
Gonca Sarıyıldız wurde am 28. Oktober 1987 in Ankara geboren. Sie studierte an der Yeditepe Üniversitesi. Ihr Debüt gab sie 2012 in der Fernsehserie Das osmanische Imperium – Harem: Der Weg zur Macht. Von 2013 bis 2014 war sie in der Serie İnadına Yaşamak zu sehen. Anschließend trat sie 2015 in Bedel auf. Zwischen 2016 und 2017 bekam Sarıyıldız in der Serie Seviyor Sevmiyor die Hauptrolle.
Unter anderem wurde sie 2017 für die Serie Nerdersin Birader gecastet. 2019 spielte Sarıyıldız in Benim Tatlı Yalanım mit. 2022 spielte sie in dem Film Ana Kuzusu die Hauptrolle.

## Filmografie
Filme
- 2022: Ana Kuzusu

Serien
- 2012: Das osmanische Imperium – Harem: Der Weg zur Macht
- 2013–2014: İnadına Yaşamak
- 2014: Diğer Yarım
- 2015: Bedel
- 2016–2017: Seviyor Sevmiyor
- 2017: Nerdersin Birader
- 2019: Benim Tatlı Yalanım
- 2019: Verda